# Franck Ndongo
Franck Patrick Charles Ndongo (Yaoundé, 7 dicembre 1988) è un ex cestista camerunese.

## Carriera
Con il Camerun ha disputato due edizioni dei Campionati africani (2007, 2011).